# Fahd al-Ahmad al-Dschabir as-Sabah
Scheich Fahd al-Ahmad al-Dschabir as-Sabah (arabisch فهد الأحمد الجابر الصباح, DMG Fahd al-Aḥmad al-Ǧābir aṣ-Ṣabāḥ; * 10. August 1945 in Kuwait; † 2. August 1990 in Kuwait) war ein kuwaitischer Sportfunktionär.

## Leben
Sein Vater Ahmad al-Dschabir as-Sabah war Scheich von Kuwait und der zehnte Herrscher aus der kuwaitischen as-Sabah-Dynastie. Auch seine Brüder Dschabir al-Ahmad al-Dschabir as-Sabah und Sabah al-Ahmad al-Dschabir as-Sabah führten das Land als Emire an. Seine Ausbildung absolvierte er in Kuwait. 1963 trat er den kuwaitischen Streitkräften bei, ein Jahr darauf besuchte er die Royal Military Academy Sandhurst im Vereinigten Königreich. Nach mehreren Beförderungen stieg er im Juni 1970 zum Captain auf.
Bei der irakischen Invasion Kuwaits Anfang August 1990 blieb er zur Verteidigung in den Palästen zurück, im Gegensatz zu seinem Bruder, dem Emir Dschabir as-Sabah, der sich ins Exil flüchtete. Dabei wurde er von den irakischen Invasoren getötet. Fahd al-Ahmad al-Dschabir as-Sabah war verheiratet und hatte fünf Söhne und eine Tochter, darunter Ahmad Fahd al-Ahmad as-Sabah.

## Funktionärstätigkeiten
Daneben war as-Sabah als Sportfunktionär sehr aktiv. Sein erstes Amt übernahm er beim Fußballverein al Qadsia Kuwait, dem er von 1969 bis 1979 als Präsident vorstand.
Von 1974 bis 1985 war er erstmals Präsident des Kuwaitischen Olympischen Komitees und übernahm ab 1989 erneut das Amt. Ebenfalls ab 1974 bekleidete er drei Jahre lang das Präsidentenamt beim kuwaitischen Basketballverband. Parallel war er von 1974 bis 1976 auch der erste Vizepräsident des arabischen Basketballverbands sowie ab 1976 der erste Vizepräsident der Arab Sports Union.
Auf kontinentaler Ebene führte er von 1974 an die Asian Handball Federation an. Ab 1979 war er Präsident der Asian Games Federation, dem Vorgänger des 1982 gebildeten Olympic Council of Asia. Diesen führte er ebenfalls an und eröffnete in dieser Funktion die Winter-Asienspiele 1986 in Sapporo, die erste Auflage dieser Multisportveranstaltung. Auch international war as-Sabah als Sportfunktionär tätig. Ab 1979 war er Vizepräsident der Vereinigung der Nationalen Olympischen Komitees, ab 1980 war er Vizepräsident bei der Internationalen Handballföderation. Ein Jahr darauf wurde er zunächst auch Mitglied des Internationalen Olympischen Komitees, bei dem er schließlich von 1985 bis 1989 dem Exekutivkomitee angehörte.
Internationales Aufsehen erregte as-Sabah bei der Fußball-Weltmeisterschaft 1982. Nachdem Frankreich im Spiel gegen Kuwait seinen Vorsprung zum 4:1 erweitern konnte, weil ein Zuschauer pfiff und die kuwaitischen Spieler daraufhin das Spiel einstellten, stürmte as-Sabah auf das Spielfeld und drohte mit Spielabbruch, wenn das Tor nicht annulliert würde. Nach langer Diskussion gab Schiedsrichter Myroslaw Stupar nach. Kurz darauf schoss Frankreich das vierte Tor erneut und gewann schließlich doch noch 4:1. Stupar wurde am nächsten Tag von der FIFA suspendiert.